# Thylodrias contractus
Thylodrias contractus är en skalbaggsart som beskrevs av Victor Ivanovitsch Motschulsky 1839. Thylodrias contractus ingår i släktet Thylodrias och familjen ängrar. Arten förekommer tillfälligt i Sverige, men reproducerar sig inte. Inga underarter finns listade i Catalogue of Life.

## Bildgalleri

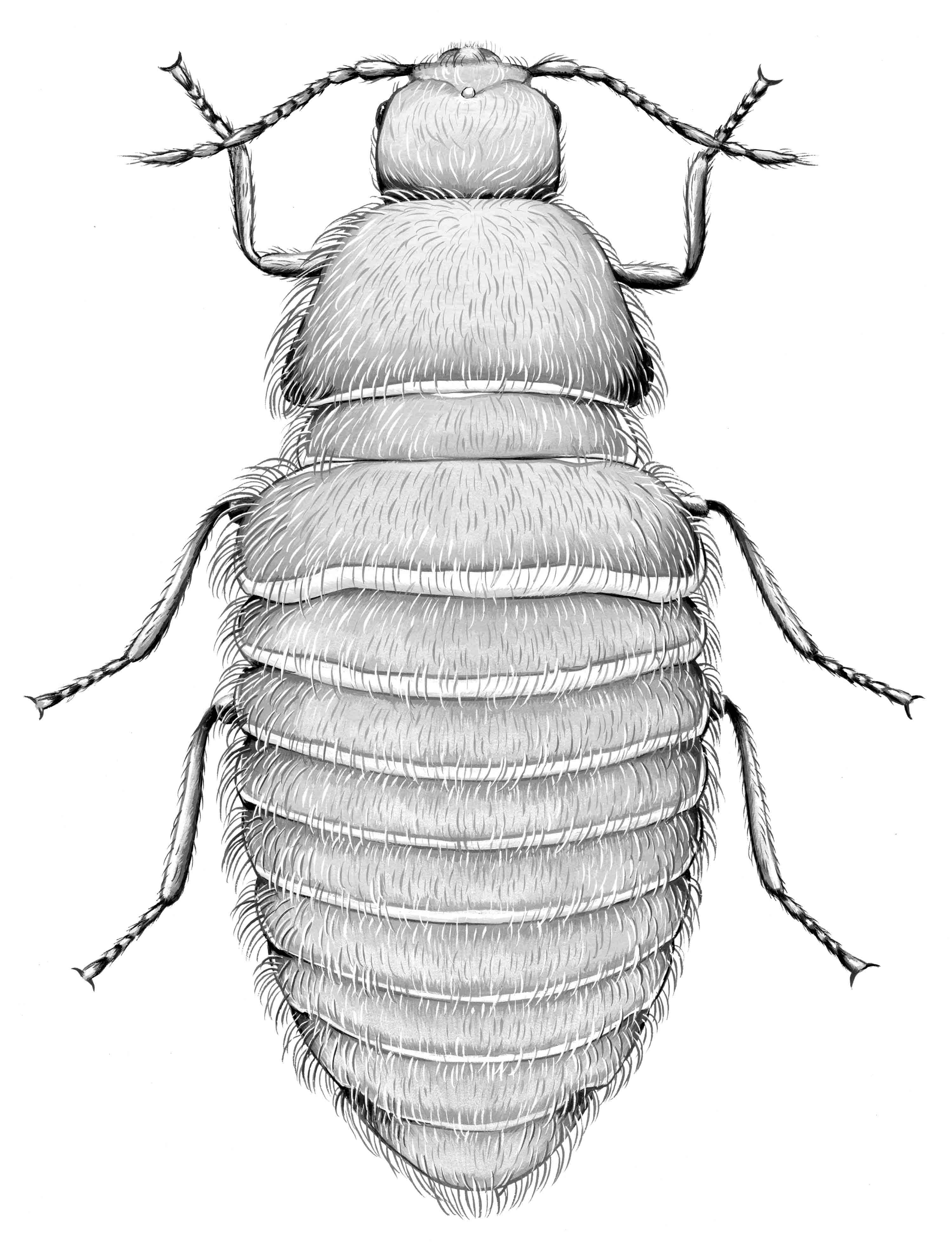